# Zyklotronfrequenz
Die Zyklotronfrequenz (auch Gyrationsfrequenz) ist die Umlauffrequenz geladener Teilchen (meist Elektronen) im homogenen Magnetfeld. Ein mit der Zyklotronfrequenz schwingendes elektrisches Wechselfeld wird in der Teilchenphysik zur Beschleunigung der Teilchen in Zyklotronen verwendet.

## Allgemeines
Die Zyklotronfrequenz ist proportional zur magnetischen Flussdichte {\displaystyle B} und hängt von der Masse {\displaystyle m} und der Ladung {\displaystyle q} des Teilchens folgendermaßen ab:
{\displaystyle f={\frac {|q|\cdot B}{2\pi \cdot m}}} .
Die Zyklotronfrequenz ist unabhängig vom Bahnradius und der Geschwindigkeit der Teilchen. Das führt überall zu einer charakteristischen Absorption elektromagnetischer Wellen (siehe Zyklotronresonanz), wo sich geladene freie Teilchen in einem Magnetfeld bewegen. Da für Teilchen mit einem magnetischen Moment auch die Larmorfrequenz proportional zum Magnetfeld ist, ist der Quotient beider Frequenzen konstant und gleich dem halben Landé-Faktor.
Der Name Zyklotronfrequenz stammt vom Teilchenbeschleuniger Zyklotron. Hier wird die Unabhängigkeit der Umlauffrequenz von der Geschwindigkeit ausgenutzt, um geladene Teilchen im Magnetfeld mit einem elektrischen Wechselfeld fester Frequenz zu beschleunigen.

## Herleitung
Im Magnetfeld wirkt die Lorentzkraft als Zentripetalkraft und lenkt geladene Teilchen auf eine Kreisbahn ab. Ihre Gesamtgeschwindigkeit wird dabei nicht verändert, somit bleibt auch der Betrag der Lorentzkraft gleich. Es entsteht eine gleichförmige Kreisbewegung:
{\displaystyle F_{\mathrm {Lorentz} }=F_{\mathrm {Zentripetal} }}
{\displaystyle |q|vB={\frac {mv^{2}}{r}}}
{\displaystyle \left.|q|B={\frac {mv}{r}}\qquad \right|v=\omega r=2\pi fr}
{\displaystyle |q|B=m2\pi f{\frac {}{}}}
{\displaystyle f={\frac {|q|B}{2\pi m}}}

## Relativistische Effekte
Die obige Beziehung gilt nur, wenn {\displaystyle v} vernachlässigbar klein gegenüber der Lichtgeschwindigkeit {\displaystyle c} ist. Die relativistische, für alle Geschwindigkeiten gültige Formel lautet
{\displaystyle f={\frac {1}{\gamma }}{\frac {|q|B}{2\pi m_{0}}}={\sqrt {1-\left({\frac {v^{2}}{c^{2}}}\right)}}\cdot {\frac {|q|B}{2\pi m_{0}}}},
wobei {\displaystyle \gamma } der Lorentzfaktor ist.

## Weiteres
Als Zyklotron-Energie bezeichnet man
{\displaystyle \hbar \omega _{c}}
mit {\displaystyle \hbar } - Plancksches Wirkungsquantum und 
{\displaystyle \omega _{c}=2\pi f}.
Abhandlungen, die das Gaußsche CGS-System mit der Flussdichte {\displaystyle B} in der Einheit Gauß, die Ladung {\displaystyle q} in der Einheit Franklin und die Masse m in der Einheit Gramm verwenden, definieren die Zyklotronfrequenz üblicherweise als
{\displaystyle \omega _{c}={\frac {|q|\cdot B}{m\cdot c}}}
Die Landau’sche magnetische Länge beträgt
{\displaystyle \ell _{B}={\sqrt {\hbar c/|q|B}}}
Häufig werden auf diese Weise Gleichungen, in denen das Magnetfeld {\displaystyle B} durch {\displaystyle \hbar \omega _{c}} und {\displaystyle \ell _{B}} ausgedrückt ist, formal identisch mit den entsprechenden Gleichungen im Internationalen Einheitensystem (SI):
{\displaystyle \omega _{c}={\frac {|q|\cdot B}{m}}}
{\displaystyle \ell _{B}={\sqrt {\hbar /|q|B}}}